# پایگاه هوایی اینجرلیک

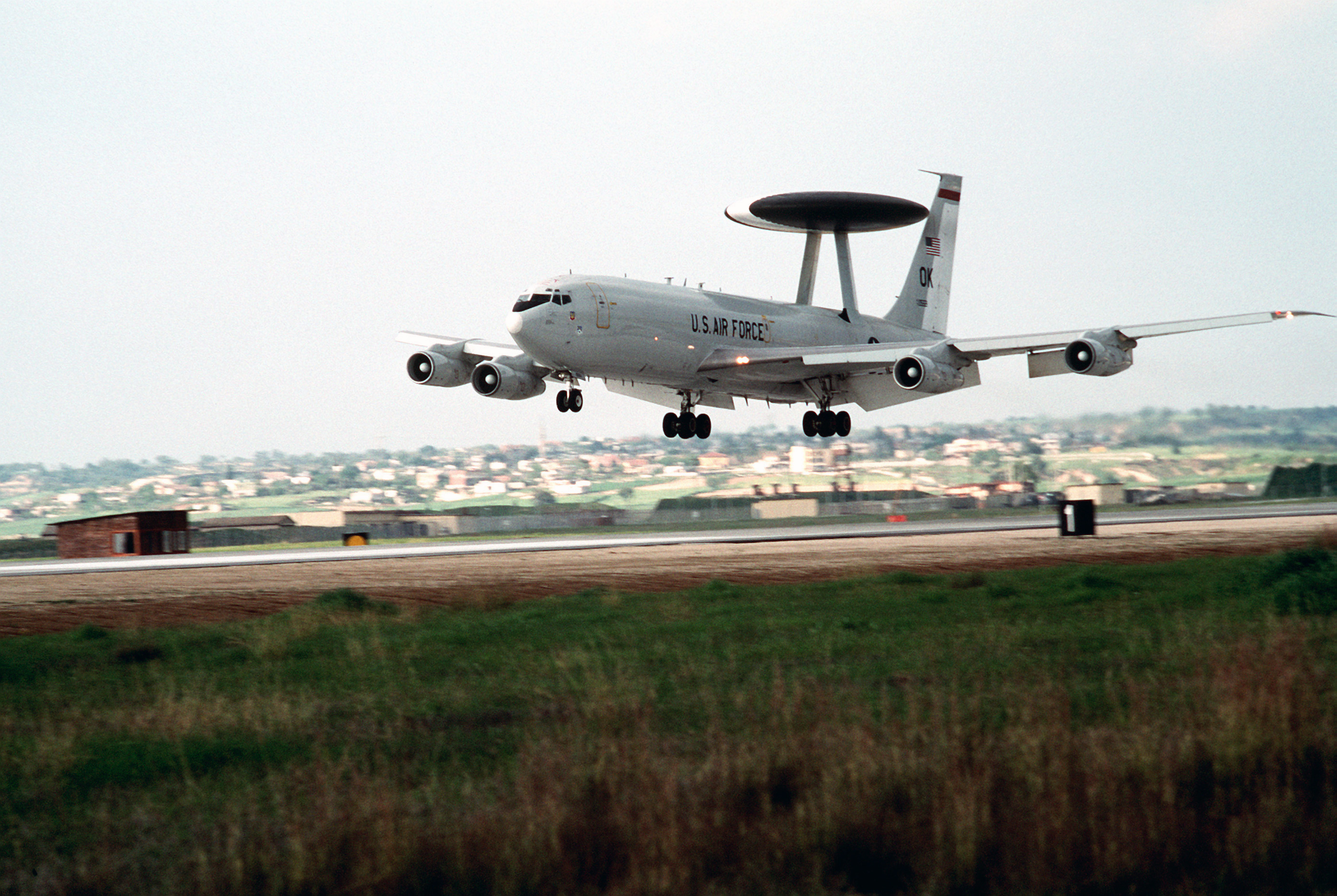
آواکس نیروی هوایی آمریکا در حال فرود در پایگاه اینجیرلیک

پایگاه هوایی اینجیرلیک (به ترکی استانبولی: İncirlik Hava Üssü) یک فرودگاه نظامی متعلق به نیروی هوایی ترکیه است. این فرودگاه در شهر آدانا در جنوب کشور ترکیه قرار دارد. حدود پنج هزار خدمه نظامی نیروی هوایی آمریکا و وابستگان‌شان در پایگاه هوایی اینجرلیک مستقر هستند. بیش از پنجاه بمب هسته ای از نوع B61 در این پایگاه قرار گرفته است.

## تاریخچه

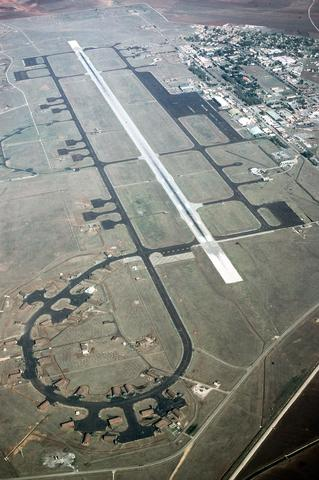
نمایی از پایگاه (سال 1987)

زمینی که در آن پایگاه هوایی اینجرلیک ساخته شده‌است، متعلق به یک خانواده ارمنی بود که در جریان مصادره اموال ارمنی‌ها در ترکیه، به مالکیت دولت ترکیه درآمد.